# Кудепстинский сельский округ
Куде́пстинский се́льский о́круг — административно-территориальная единица в Адлерском районе города Сочи (муниципального образования город-курорт Сочи)  Краснодарского края. Объединяет сельские населённые пункты района, находящиеся за городской чертой в бассейнах рек Кудепста, Малая и Большая Хоста.

## История
После упразднения Адлерского района Краснодарского края 10 февраля 1961 года, решением КИК от 7 апреля 1961 года Кудепстинский сельский совет был переподчинён Адлерскому району г. Сочи. С 7 декабря 1962 года по 26 апреля 1963 года Кудепстинский сельский совет числился в составе Туапсинского района Краснодарского края. Затем возвращён в подчинение Адлерскому району г. Сочи. В 1990-е годы сельсовет был преобразован в сельский округ.

## Население
| 2002 | 2010  |
| ---- | ----- |
| 5359 | ↗5480 |

Население округа - 5 445 чел. (2008). Население — в основном русские.

## Населённые пункты
В состав сельского округа входят 10 населённых пунктов:
| №  | Населённый пункт   | Тип нп  | Население |
| -- | ------------------ | ------- | --------- |
| 1  | Бестужевское       | село    | ↘287      |
| 2  | Вардане-Верино     | село    | ↘298      |
| 3  | Верхнениколаевское | село    | ↘1015     |
| 4  | Воронцовка         | село    | ↘127      |
| 5  | Дубравный          | посёлок | ↗335      |
| 6  | Илларионовка       | село    | ↘439      |
| 7  | Калиновое Озеро    | село    | ↘741      |
| 8  | Каштаны            | село    | ↗664      |
| 9  | Красная Воля       | село    | ↗990      |
| 10 | Хлебороб           | село    | ↗584      |

## Администрация
Адрес администрации сельского округа: 354066, г. Сочи, ул. Искры, д. 68, корпус А (микрорайон Кудепста, относящийся в основном к соседнему Хостинскому району г. Сочи).
Административный парадокс заключается в том, что администрация сельского округа находится мало того, что в черте города, но ещё и в другом административном районе (Хостинском), в микрорайоне Кудепста.